# 1260
| [ Edytuj tabelę ]                          |                                                               |
| Książę Małopolski                          | - 1243 Bolesław V Wstydliwy 1279                              |
| Książę Wielkopolski                        | - 1239 Bolesław Pobożny 1279                                  |
| Król Angkoru                               | - 1244 Dżajawarman VIII 1295                                  |
| Król Anglii                                | - 1216 Henryk III 1272                                        |
| Król Aragonii i Walencji, hrabia Barcelony | - 1213 Jakub I Zdobywca 1276                                  |
| Margrabia Brandenburgii                    | - 1220 Otto III 1267                                          |
| Książę Burgundii                           | - 1218 Hugo IV 1272                                           |
| Książę Dolnej Bawarii                      | - 1253 Henryk XIII 1290                                       |
| Książę Górnej Bawarii                      | - 1253 Ludwik II 1294                                         |
| Cesarz Bizancjum                           | - 1258 Jan IV Laskarys 1261                                   |
| Car Bułgarii                               | - 1257 Konstantyn Asen Tich 1277                              |
| Cesarz Chin                                | - 1224 Song Lizong 1264                                       |
| Król Cypru                                 | - 1253 Hugo II 1267                                           |
| Król Czech                                 | - 1253 Przemysł Ottokar II 1278                               |
| Król Danii                                 | - 1259 Eryk Glipping 1286                                     |
| Władca Egiptu                              | - 1259 Kutuz 1260 - 1260 Bajbars 1277                         |
| Król Francji                               | - 1226 Ludwik IX Święty 1270                                  |
| Król Gruzji                                | - 1259 Dawid VII Ulu 1270                                     |
| Hrabia Holandii                            | - 1256 Floris V 1296                                          |
| Cesarz Japonii                             | - 1259 Kameyama 1274                                          |
| Król Kastylii i Leónu                      | - 1252 Alfons X Mądry 1284                                    |
| Patriarcha Konstantynopola                 | - 1260 Nicefor II 1261                                        |
| Władca Korei                               | - 1259 Wonjong 1274                                           |
| Król Litwy                                 | - 1253 Mendog 1263                                            |
| Cesarz Łaciński                            | - 1228 Baldwin II de Courtenay 1261                           |
| Sułtan Maroka                              | - 1259 Abu Jusuf Jakub 1286                                   |
| Król Nawarry                               | - 1253 Tybald II 1270                                         |
| Król Norwegii                              | - 1217 Haakon IV Stary 1263                                   |
| Hrabia Palatynatu                          | - 1253 Ludwik II Bawarski 1294                                |
| Papież                                     | - 1254 Aleksander IV 1261                                     |
| Król Portugalii                            | - 1248 Alfons III 1279                                        |
| Sułtan Rumu                                | - 1246 Kajkawus II 1260 - 1248 Kilidż Arslan IV 1265          |
| Książę Rusi halickiej                      | - 1238 Daniel II 1264                                         |
| Cesarz Rzymski (niemiecki)                 | - 1257 Ryszard z Kornwalii 1272 - 1257 Alfons z Kastylii 1284 |
| Książę Saksonii                            | - 1212 Albrecht I 1260 - 1260 Albrecht II 1298                |
| Król Serbii                                | - 1243 Stefan Urosz I 1276                                    |
| Król Singasari                             | - 1248 Dżajawisznuwardhana 1268                               |
| Król Szkocji                               | - 1249 Aleksander III 1286                                    |
| Król Szwecji                               | - 1250 Waldemar Birgersson 1275                               |
| Doża Wenecji                               | - 1252 Raniero Zeno 1268                                      |
| Król Węgier                                | - 1235 Bela IV 1270                                           |
| Wielki mistrz zakonu krzyżackiego          | - 1256 Anno von Sangershausen 1273                            |

Rok 1260 / MCCLX
stulecia: XII wiek ~
XIII wiek ~
XIV wiek

lata: 1250 «
1255 «
1256 «
1257 «
1258 «
1259 «
1260
» 1261
» 1262
» 1263
» 1264
» 1265
» 1270

## Wydarzenia w Polsce
- 2 lutego – II najazd mongolski na Polskę: w zamian obietnicę bezpiecznego opuszczenia Sandomierza mieszkańcy wydali gród oblegającym go Mongołom, jednakże ci zerwali warunki rozejmu, dokonali selekcji ludności, młodych biorąc w jasyr, a pozostałych mordując, zaś sam gród złupili i puścili z dymem.
- 28 maja – książę opolsko-raciborski Władysław odkupił Kęty i Czeladź od klasztoru benedyktynek w Staniątkach.
- 15 czerwca – książę mazowiecki Siemowit I zawarł z zakonem krzyżackim układ w Troszynie skierowany przeciwko plemieniu Jaćwingów. Krzyżacy w zamian za pomoc militarną obiecali przekazać księciu szóstą część ziemi zdobytej na Jaćwingach - terenem tym był obszar między Biebrzą, Narwią i Supraślą[1].
- 4 sierpnia – bullą papieską Aleksandra IV ustanowiono jarmark św. Dominika w Gdańsku, który miał na celu nakłonienie wiernych do uczestnictwa we mszy odpustowej.
- Nadanie praw miejskich na prawie magdeburskim miastu Police przez księcia Barnima I (Pomorze).
- W wyniku bitwy nad jeziorem Durben wybuch drugiego powstania pruskiego przeciw Krzyżakom.
- Bolesław V Wstydliwy, książę krakowski i sandomierski, wydał przywilej dla zakonu bożogrobców w Miechowie. Nadał im komorę celną na rzece Rabie koło miejscowości Chełm.
- Nadanie praw miejskich lubeckich miastu Tczew przez księcia Sambora II.

## Wydarzenia na świecie
- 25 stycznia – Mongołowie pod wodzą Hulagu-chana zdobyli i splądrowali syryjskie miasto Aleppo.
- 5 maja – Kubilaj-chan został władcą imperium mongolskiego.
- 12 lipca – wojska czeskie rozgromiły Węgrów w bitwie pod Kressenbrunn.
- 13 lipca – wojska dowodzone przez Mendoga rozbiły zjednoczone wojska Krzyżaków, inflanckiej gałęzi zakonu krzyżackiego i krzyżowców nad jeziorem Durbe.
- 3 września – Mamelucy pokonali Mongołów w bitwie pod Ajn Dżalut, co zahamowało ich ekspansję na Bliskim Wschodzie.
- 4 września – Gibelini pokonali wojska florenckie w bitwie pod Montaperti.
- 24 października – poświęcono katedrę w Chartres (Francja).
- 10 grudnia – zwycięstwo Ajjubidów nad Mongołami w pierwszej bitwie pod Homs.
- Władzę nad księstwem moskiewskim objął syn Aleksandra Newskiego, Daniel Aleksandrowicz - założyciel tamtejszej linii książęcej.
- Król Litwy Mendog zerwał z katolicyzmem.

## Urodzili się
- Beatrycze z Ornacieu, francuska zakonnica, kartuzka, błogosławiona Kościoła katolickiego (zm. 1303 lub 1309)
- Mistrz Eckhart, niemiecki mistyk, filozof i teolog (zm. 1327/1328)
- św. Peregryn Laziosi, serwita, patron chorych na raka (zm. 1345)
- Władysław Łokietek, król Polski (ur. 1260 lub 1261, zm. 1333)
- Duccio di Buoninsegna, włoski malarz (zm. 1318)
- Enguerrand de Marigny, jeden z najwybitniejszych ministrów w historii Francji (zm. 1315)

## Zmarli
- 24 lutego – Sadok wraz z 48 dominikańskimi towarzyszami z Sandomierza
- 3 kwietnia – Gandulf z Binasco, włoski franciszkanin, eremita, błogosławiony katolicki (ur. ?)
- 13 lipca – Burchard von Hornhausen, mistrz krajowy Inflant zakonu krzyżackiego (ur. ?)
- 20 sierpnia – Jaromar II, książę rugijski (ur. ok. 1218)
- 7 października – Albrecht I Askańczyk, książę Saksonii (ur. ok. 1175)[2]